# Gryllacris eta
Gryllacris eta är en insektsart som beskrevs av Heinrich Hugo Karny 1925. Gryllacris eta ingår i släktet Gryllacris och familjen Gryllacrididae.

## Underarter
Arten delas in i följande underarter:
- G. e. eta
- G. e. aneta